# Live in Guildford
Live in Guildford (November 13, 1972) – album koncertowy King Crimson, wydany 1 października 2003 roku nakładem Discipline Global Mobile jako CD. Ukazał się jak nr 24. w serii wydawniczej „The King Crimson Collectors' Club”.

## Historia albumu
W maju 1972 roku Robert Fripp rozpoczął reaktywowanie zespołu King Crimson w nowym składzie, który wspólnie z nim utworzyli: basista i wokalista John Wetton, perkusista Bill Bruford, skrzypek David Cross i perkusjonista Jamie Muir. We wrześniu zespół rozpoczął nagrywanie materiału na nowy album, po czym wyruszył w trasę koncertową.
13 listopada 1972 roku King Crimson koncertował w Civic Hall w Guildford, w hrabstwie Surrey. Był to dopiero siódmy występ zespołu w tym składzie. Nagranie z tego koncertu nie było wcześniej szerzej rozpowszechniane ani wydane na bootlegach. Album zawiera cztery utwory trwające łącznie około 45 minut. Dłuższy materiał z tego koncertu (oraz z innych ówczesnych koncertów w Anglii) opublikowany został jako część 15-płytowego boxu Larks' Tongues In Aspic (The Complete Recordings), wydanego w 2012 roku.  

## Lista utworów
Lista i informacje według Discogs:
| 1. | Larks' Tongues In Aspic (Part I) Bruford, Cross, Muir, Wetton, Fripp             | 8:58  |
|    |                                                                                  |       |
| 2. | Book Of Saturday (Daily Games) Wetton, Palmer-James, Fripp                       | 4:23  |
|    |                                                                                  |       |
| 3. | Improv: All That Glitters Is Not Nail Polish Bruford, Cross, Muir, Wetton, Fripp | 25:38 |
|    |                                                                                  |       |
| 4. | Exiles Cross, Palmer-James, Fripp                                                | 3:40  |
|    |                                                                                  |       |
|    |                                                                                  | 42:39 |
|    |                                                                                  |       |
Do albumu dołączono 12-stronicową książeczkę z informacjami autorstwa Sida Smitha.

## Muzycy
- David Cross – skrzypce, melotron
- Robert Fripp – gitara, melotron
- John Wetton – gitara basowa i śpiew
- Bill Bruford – perkusja
- Jamie Muir, instrumenty perkusyjne i inne akcesoria

## Produkcja
- produkcja – David Singleton, Alex R Mundy

## Odbiór

### Opinie krytyków
| Recenzje      | Recenzje |
| Publikacja    | Ocena    |
| ------------- | -------- |
| AllMusic      | [ 1 ]    |
| Prog Archives | 3.88/5.0 |
| Teraz Rock    | [ 6 ]    |

Lindsay Planer z AllMusic bardzo wysoko ocenił koncert. Rozpoczynający program utwór „Larks' Tongues In Aspic (Part I)” nazwał „porywającą interpretacją” podkreślając wkład Muira z jego „menażerią zawołań ptaków, dzwonków i innych delikatnych dźwięków”, a w kontraście do nich – „niesamowite solo na skrzypcach Crossa”. „Book Of Saturday” (pod roboczym tytułem „Daily Games”) to jego zdaniem „wyważona gra gitarzysty i wrażliwy wokal Wettona”. Za najważniejszym element płyty autor uznał ponad 25-minutowy utwór „Improv: All That Glitters Is Not Polish” z „instrumentalnym zespołowym jamowaniem”. Album kończy się niekompletnym utworem „Exiles”, w trakcie którego po niecałych czterech minutach skończyły się taśmy.
Na grę Muira zwrócił uwagę również Jordan Babula z magazynu Teraz Rock nazywając koncert „drugą godną uwagi rejestracją występu” z jego udziałem. Porównując nagrania z Guildford z tymi z The Beat Club Bremen 1972 stwierdził, iż zespół „w ciągu miesiąca zdecydowanie się zgrał” a „muzycy lepiej się dogadują” dając jako przykład utwór „Improv: All That Glitters Is Not Polish”.